# Les Enfants de la Voûte
Les Enfants de la Voûte sont un groupe de super-vilains créés par Marvel Comics (Chris Bachalo et Mike Carey). Ils sont apparus pour la première fois dans X-Men vol.2 #188, en 2006.

## Origines
On ne sait pas grand-chose des Enfants de la Voûte hormis le fait qu'ils ne sont pas des mutants et que leur nombre avoisine les 3000. Ce sont en réalité des êtres évolués du génome humain sur plus de 6000 ans, leur société ayant vécu en accéléré dans les cales du Conquistador, un navire transformé en caisse temporelle, un peu de la même manière que les créations de l'Arme Plus. Étant supérieurs aux humains, les Enfants se voient comme les véritables héritiers de la Terre et considèrent les mutants comme des ennemis.
À leur première apparition, ils pourchassèrent le mutant Dents de Sabre, car il avait découvert leur existence. Durant la traque, ils détruisirent une ville Mexicaine et firent porter le chapeau aux X-Men. Ils détruisirent une base du SHIELD et capturèrent les jumeaux Véga et Aurora, qu'ils contrôlèrent pour retrouver Creed. 
Ce dernier se réfugia chez les X-Men, et le combat qui s'ensuivit fut très violent, presque mortel pour Iceberg. Toutefois, les héros réussirent à capturer les jumeaux Canadiens. 
Une grande bataille s'ensuivit entre les deux factions, faisant plusieurs victimes dans les rangs des Enfants, avant l'arrivée des Sentinelles O*N*E*, qui stoppèrent l'affrontement. Le navire volant des Enfants fut endommagé, et ces derniers firent croire à leur mort dans l'explosion.
Les survivants réussirent à rejoindre la jungle de l'Équateur où il se cachèrent. Dirigés par Cadena, ils s'abritèrent dans une ancienne usine de Sentinelles qu'avait autrefois utilisé Cassandra Nova.
Le Conquistador servit de base volante aux X-Men pendant un temps, jusqu'à ce que Cable ne l'échoue sur l'île de Providence, pour tenter d'arrêter le monstre Hécatomb. 

### Line-up
- Le chef, Sangre, dont la peau grise est constitué d'un liquide, qu'il utilise grâce à son pouvoir de contrôle aquatique pour produire des bulles, lui permettant d'asphyxier ses adversaires.
- Perro, contrôlant la gravité et sert d'homme fort.
- Serafina, une technopathe pouvant sentir les actions passées et traquer ses proies. Elle peut aussi améliorer les pouvoirs d'autrui et s'en servir.
- Aguja, jeune fille blonde contrôlant l'énergie pour l'émettre sous la forme de rafales ou de boucliers. Elle se déplace en lévitant.
- Fuego, sorte de squelette enflammé ressemblant à Fever Pitch. Il tire son énergie de l'environnement et peut brûler toute chose proche de lui.
- Cadena, une femme dont la tête génère de puissants arcs électriques, qu'elle utilise comme arme en manipulant des chaines.

Lors de leur retour, on découvrit : 
- Martillo, colosse armé d'un gigantesque marteau.
- Olvido, jeune homme aux cheveux verts, renvoyant tout type d'énergie.
- Piedra Dura, au corps fait de pierre.